# Norje
Norje är en tätort i Sölvesborgs kommun i Blekinge län. I början av juni varje år anordnas rockfestivalen Sweden Rock Festival i samhället.

## Namnet
Antagligen är namnet en sammansättning med ordet nor, som kan betyda "sund" eller "vattensamling med trångt utlopp" och byn har legat kring den numera torrlagda sjön Vesan. I uppteckningar från 1506 är namnet tecknat noore. Ortnamnet har inget samband med konungariket Norge. Visserligen finns dokument från 1500-talet (det äldsta från 1528 och 1537) med stavningen Norge, men påståenden om att detta skulle ha med landet Norge att göra har aldrig kunnat beläggas. Norje uttalas med grav accent till skillnad från Norge, som uttalas med akut accent.
Tingshuset i Norje var fram till 1918 tingsplatsen för Listers härad. Under tiden 1918–1921 hyrde Listers härad in sig i olika lokaler, för att därefter flytta in i det nybyggda tingshuset i Sölvesborg ritat av Erik Gunnar Asplund.

## Historia
Under krigen mot Danmark byggdes 1678 försvarsanläggningen Norje skans längs nuvarande Norje kanal men efter freden i Lund 1679 kom denna att förfalla.

### Befolkningsutveckling
| Befolkningsutvecklingen i Norje 1960–2020 | Befolkningsutvecklingen i Norje 1960–2020 | Befolkningsutvecklingen i Norje 1960–2020 | Befolkningsutvecklingen i Norje 1960–2020 | Befolkningsutvecklingen i Norje 1960–2020 |
| ----------------------------------------- | ----------------------------------------- | ----------------------------------------- | ----------------------------------------- | ----------------------------------------- |
|                                           |                                           |                                           |                                           |                                           |
| År                                        |                                           |                                           | Folkmängd                                 | Areal (ha)                                |
| 1960                                      | 1960                                      |                                           | 320                                       |                                           |
| 1965                                      | 1965                                      |                                           | 436                                       |                                           |
| 1970                                      | 1970                                      |                                           | 585                                       |                                           |
| 1975                                      | 1975                                      |                                           | 590                                       |                                           |
| 1980                                      | 1980                                      |                                           | 579                                       |                                           |
| 1990                                      | 1990                                      |                                           | 637                                       | 85                                        |
| 1995                                      | 1995                                      |                                           | 656                                       | 91                                        |
| 2000                                      | 2000                                      |                                           | 659                                       | 98                                        |
| 2005                                      | 2005                                      |                                           | 674                                       | 99                                        |
| 2010                                      | 2010                                      |                                           | 657                                       | 99                                        |
| 2015                                      | 2015                                      |                                           | 814                                       | 291                                       |
| 2020                                      | 2020                                      |                                           | 886                                       | 312                                       |
| Anm.: införlivade 2015 småorten Furumon   |                                           |                                           |                                           |                                           |

## Evenemang
I Norje arrangeras årligen Sweden Rock Festival.